# Белорусија на Летњим олимпијским играма 2008.
Белорусији је као самосталној земљи ово били четврто учешће на Летњим олимпијским играма. Белоруска делегација је на Олимпијским играма 2008. у Пекингу била најбројнија у историји учествовања на играма са 177 учесника, од који су била 93 мушкарца и 84 жене у 24 спорта. Најстарији и најискуснији, спортиста у екипи била је атлетичарка Елина Зверева (са 47 год. и 276 дана) за коју су ово биле 5. игре (једном учествовала као репрезентативка СССР), а најмлађа је била ритмичка гимнастичарка Анастасија Иванкова (16 год и 274 дана) .
Белоруски олимпијски тим је заузео 16. место у укупном пласману, са укупно 17 освојених медаља, од чега 4 златне, 4 сребрне и 9 бронзаних.
Заставу Белорусије на свечаном отварању Олимпијских игара 2008. носио је бивши мачевалац Александар Романков, који је као репрезентативац Совјетског Савеза учествовао на олимпијским играма од 1976. до 1988. и освојио 5 медаља.

## Учесници по спортовима
| Спорт               | Мушкарци | Жене | Укупно |
| ------------------- | -------- | ---- | ------ |
| Атлетика            | 18       | 29   | 47     |
| Бадминтон           | 0        | 1    | 1      |
| Бициклизам          | 4        | 1    | 5      |
| Бокс                | 4        | 0    | 4      |
| Веслање             | 10       | 3    | 13     |
| Гимнастика          | 6        | 1    | 7      |
| Дизање тегова       | 6        | 4    | 10     |
| Једрење             | 3        | 1    | 4      |
| Кајак и кану        | 7        | 1    | 8      |
| Коњички спорт       | 1        | 2    | 3      |
| Кошарка             | 0        | 12   | 12     |
| Мачевање            | 3        | 0    | 3      |
| Модерни петобој     | 2        | 2    | 4      |
| Пливање             | 5        | 3    | 8      |
| Ритмичка гимнастика | 0        | 8    | 8      |
| Рвање               | 7        | 2    | 9      |
| Синхроно пливање    | 0        | 2    | 2      |
| Скокови у воду      | 3        | 1    | 4      |
| Стреличарство       | 1        | 1    | 2      |
| Стрељаштво          | 6        | 2    | 8      |
| Стони тенис         | 1        | 3    | 4      |
| Тенис               | 1        | 4    | 5      |
| Трамполина          | 1        | 1    | 2      |
| Џудо                | 4        | 0    | 4      |
| Укупно(24)          | 93       | 84   | 177    |

| Спорт    | Дисциплина      | Муш. /Жене | Резултат | Спортиста                                                  |
| -------- | --------------- | ---------- | -------- | ---------------------------------------------------------- |
| Атлетика | штафета 4х400 м | Ж          | 3:21,85  | Ана Козак, Iryna Khliustava Илона Усович, Свјетлана Усович |

## Освајачи медаља

### Злато
- Аксана Мјањкова — Атлетика, бацање кладива, ОР
- Andrei Aramnau — Дизање тегова, до 105 килограма
- Роман Петрушенко, Алексеј Абалмасов, Артур Литвинчук, Вадим Махнев — Кајак, К-4 1.000 м
- Андреј Богданович, Александар Богданович — Кану, Ц-2 1.000 м

### Сребро
- Андреј Кравченко — Атлетика, десетобој
- Наталија Михневич — Атлетика, бацање кугле
- Андреј Рибаков — Дизање тегова, до 85 кг.
- Ина Жукова — Ритмичка гимнастика, појединачно
- Вадим Девјатовски — Атлетика, бацање кладива

### Бронза
- Андреј Михневич — Атлетика, бацање кугле
- Надзеја Астапчук — Атлетика, бацање кугле
- Јекатеринаа Карстен-Ходотович — Веслање, скиф
- Јулија Бичик, Наталија Хелах — Веслање, двојац без кормилара
- Настасија Новикова — Дизање тегова, до 53 кг
- Роман Петрушенко, Вадим Махнев — Кајак, К-2 500 м
- Олесја Бабушкина, Анастасија Иванкова, Зинаида Лунина
 Глафира Мартинович, Ксенија Санкович, Алина Тумилович — Ритмичка гимнастика, екипно
- Михаил Семенов — Рвање до 66 кг грчко-римски
- Мурад Гајдаров — Рвање до 74 кг слоб. стил
- Иван Тихон — Атлетика, бацање кладива

## Атлетика

### Мушкарци
| Атлетичар Лични рекорд     | Дисциплина     | Група    | Група       | Четвртфинале     | Четвртфинале     | Полуфинале       | Полуфинале       | Финале           | Финале           | Детаљи         |
| Атлетичар Лични рекорд     | Дисциплина     | Резултат | Место       | Резултат         | Место            | Резултат         | Место            | Резултат         | Место            | Детаљи         |
| -------------------------- | -------------- | -------- | ----------- | ---------------- | ---------------- | ---------------- | ---------------- | ---------------- | ---------------- | -------------- |
| Максим Линша, 13,46        | 110 м препоне  | 13,86    | 32/43       | Није се пласирао | Није се пласирао | Није се пласирао | Није се пласирао | Није се пласирао | Није се пласирао |                |
| Андреј Гордејев, 2:11:44   | Маратон        |          |             |                  |                  |                  |                  | Није завршио     | Није завршио     |                |
| Иван Троцки, 1:19:40       | 20 км ходање   |          |             |                  |                  |                  |                  | 1:22:55          | 22/51            |                |
| Денис Симанович, 1:22:26   | 20 км ходање   | 1:23:53  | 28 / 51     |                  |                  |                  |                  |                  |                  |                |
| Сергеј Чернов, 1:20:11     | 20 км ходање   | 1:29:38  | 44 / 51     |                  |                  |                  |                  |                  |                  |                |
| Андреј Степанчук, 3:51:40  | 50 km ходање   |          |             |                  |                  |                  |                  | 4:14:09          | 43 / 61          |                |
| Дмитриј Платњицки, 16,80   | троскок        | 16,51    | 14/19 А гр. |                  |                  |                  |                  | Није се пласирао | 27/39            |                |
| Андреј Михневич, 22,00     | Бацање кугле   | 20,48    | 2 Б гр. КВ  |                  |                  |                  |                  | 21,05            |                  |                |
| Павел Лижин, 20,98         | Бацање кугле   | 20,36    | 3 Б гр. кв  | 19,67            | 5/12 (39)        |                  |                  |                  |                  |                |
| Јуриј Белов, 21,14         | Бацање кугле   | 20,12    | 6 А гр. кв  | 20,06            | 10/12 (39)       |                  |                  |                  |                  |                |
| Дмитриј Сиваков, 64,83     | Бацање диска   | 61,75    | 9/19 А гр.  |                  |                  |                  |                  | Није се пласирао | 15/37            |                |
| Валериј Свјатоха, 81,49    | Бацање кладива | 74,41    | 7 А гр.     |                  |                  |                  |                  | Није се пласирао | 17/33            | [ мртва веза ] |
| Вадим Девјатовски *, 84,90 | Бацање кладива | 76,95    | 5 Б гр. кв  | 81,61            |                  |                  |                  |                  |                  |                |
| Иван Тихон *, 86,73        | Бацање кладива | 79,26    | 3 Б гр. КВ  | 81,51            |                  |                  |                  |                  |                  |                |
| Владимир Козлов, 79,14     | Бацање копља   | 80,06    | 3 А гр. кв  |                  |                  |                  |                  | 82,06 ЛР         | 8/12 (33)        |                |

(*)Вадим Девјатовски и Иван Тихон, који су првобитно освојили сребро и бронзу у бацању кладива, дисквалификовани су због допинга. На ову одлуку уложена је жалба пред Међународним Спортскум судом (ЦАС), који је у јуну 2010 укинуо дисквалификацију спортиста.
Десетобој за мушкарце , 
| Дисциплина    | Андреј Кравченко | Андреј Кравченко | Андреј Кравченко | Андреј Кравченко | Андреј Кравченко | Николај Шубенок | Николај Шубенок | Николај Шубенок | Николај Шубенок | Николај Шубенок | Александар Пахроменко | Александар Пахроменко | Александар Пахроменко | Александар Пахроменко | Александар Пахроменко |
| Дисциплина    | Резултат         | Бод.             | Плас.            | Укупно           | Плас.            | Резултат        | Бод.            | Плас.           | Укупно          | Плас.           | Резултат              | Бод.                  | Плас.                 | Укупно                | Плас.                 |
| ------------- | ---------------- | ---------------- | ---------------- | ---------------- | ---------------- | --------------- | --------------- | --------------- | --------------- | --------------- | --------------------- | --------------------- | --------------------- | --------------------- | --------------------- |
| 100 м         | 10,96 ЛРС        | 870              | 12               |                  |                  | 11,31           | 793             | 32              |                 |                 | 11,29                 | 797                   | 31                    |                       |                       |
| Скок удаљ     | 7,61             | 962              | 5                | 1.832            | 5                | 6,86 ЛРС        | 781             | 30              | 1.574           | =32             | 6,99 ЛРС              | 811                   | 26                    | 1.608                 | 30                    |
| Бацање кугле  | 14,39 ЛР         | 752              | 18               | 2.584            | 9                | 14,88           | 782             | 12              | 2.356           | 25              | 15,49 ЛРС             | 820                   | 6                     | 2.428                 | 18                    |
| Скок увис     | 2,11             | 906              | =1               | 3.490            | 4                | 1,99            | 794             | =11             | 3.150           | 22              | 1,93 ЛРС              | 740                   | =23                   | 3.168                 | 21                    |
| 400 м         | 47,30 ЛРС        | 943              | 2                | 4.433            | 2                | 50,02           | 814             | 20              | 3.964           | 23              | 50,71 ЛРС             | 782                   | =23                   | 3.950                 | 24                    |
| 110 м препоне | 14,21            | 948              | =7               | 5.381            | 2                | 14,52 ЛРС       | 908             | 16              | 4.872           | 20              | 15,06 ЛРС             | 842                   | 26                    | 4.792                 | 23                    |
| Бацање диска  | 44,58 ЛРС        | 758              | 17               | 6.139            | 3                | 45,8 ЛР         | 783             | 11              | 5.655           | 20              | 45,27                 | 772                   | 14                    | 5.564                 | 22                    |
| Скок мотком   | 5,00             | 910              | =3               | 7.049            | 2                | 4,60 ЛРС        | 790             | =17             | 6.445           | 18              | 4,70                  | 819                   | =12                   | 6.383                 | 19                    |
| Бацање копља  | 60,23            | 741              | 16               | 7.790            | 2                | 62,10           | 769             | 14              | 7.214           | 16              | 64,60                 | 807                   | 8                     | 7.190                 | 17                    |
| 1.500 м       | 4:27,47          | 761 ЛРС          | 2                | 8.551            |                  | 4:38,14         | 692             | 11              | 7.906 ЛРС       | 16              | 4:45,17               | 648                   | 16                    | 7.838                 | 17                    |

### Жене
| Атлетичар Лични рекорд                                                                | Дисциплина     | Група            | Група            | Четвртфинале      | Четвртфинале | Полуфинале        | Полуфинале        | Финале            | Финале     | Детаљи |
| Атлетичар Лични рекорд                                                                | Дисциплина     | Резултат         | Место            | Резултат          | Место        | Резултат          | Место             | Резултат          | Место      | Детаљи |
| ------------------------------------------------------------------------------------- | -------------- | ---------------- | ---------------- | ----------------- | ------------ | ----------------- | ----------------- | ----------------- | ---------- | ------ |
| Јулија Нестеренко, 10,92                                                              | 100 м          | 11,40            | 2 гр. 5 КВ       | 11,14 ЛРС         | 4 чф. 4 кв   | 11,26             | 5 пф 2            | Није се пласирала | 10 / 85    |        |
| Свјатлана Усович, 1:58,11                                                             | 800 м          | 2:00,42 ЛРС      | 4 гр. 2 кв       |                   |              | 2:02,79           | 8 пф. 2           | Није се пласирала | 23/42      |        |
| Олга Кравцова, 14:47,75                                                               | 5.000 м        | 15:21,85         | 9 гр. 1          |                   |              |                   |                   | Није се пласирала | 20/32      |        |
| Јекатерина Поплавска, 13,11                                                           | 100 м препоне  | 13,39            | 7 гр. 1          |                   |              | Није се пласирала | Није се пласирала | Није се пласирала | 31/39 (40) |        |
| Hanna Bahdanovich Aksana Drahun Yulia Nestsiarenka Nastassia Shuliak, 42,56           | 4х100 м        | 43,69 ЛРС        | 6 гр 1.          |                   |              |                   |                   | Нису се пласирале | 9 /16      |        |
| Ана Козак IIIryna Khliustava Илона Усович Свјатлана Усович Yulyana Yushchanka I, 3:22,08 | 4х100 м        | 3:22,78 ЛРС      | 3 гр. 2 КВ       |                   |              |                   |                   | 3:21,85 НР        | 4 /16      |        |
| Рита Турова, 1:26:11                                                                  | 20 км ходање   |                  |                  |                   |              |                   |                   | 1:28:26 ЛРС       | 10/49      |        |
| Снежана Јурченко, 1:30:33                                                             | 20 км ходање   | 1:35:33          | 32/49            |                   |              |                   |                   |                   |            |        |
| Јелена Гинко, 1:28:11                                                                 | 20 км ходање   | Дисквалификована | Дисквалификована |                   |              |                   |                   |                   |            |        |
| Ирина Стасјук-Чернишенко, 6,74                                                        | скок удаљ      | 6,48             | 16 гр Б          |                   |              |                   |                   | Није се пласирала | 18/42      |        |
| Олга Сергејенко, 6,72                                                                 | скок удаљ      | 6,25             | 16 гр А          | 32/42             |              |                   |                   | Није се пласирала |            |        |
| Ксенија Пријемка, 14,17                                                               | троскок        | 13,08            | 17 гр Б          | Није се пласирала | 31/36        |                   |                   |                   |            |        |
| Наталија Михневич, 20,70                                                              | Бацање кугле   | 19,11            | 3 гр. А КВ       | 20,28             |              |                   |                   |                   |            |        |
| Надзеја Астапчук, 21,09                                                               | Бацање кугле   | 19,08            | 2 гр. Б КВ       | 19,86             |              |                   |                   |                   |            |        |
| Јанина Каролчик-Правалинска, 20,61                                                    | Бацање кугле   | 17,79            | 11 гр. А         | Није се пласирала | 18/35        |                   |                   |                   |            |        |
| Елина Зверева, 71,58                                                                  | Бацање диска   | 60,28            | 7 гр. А кв       | 60,82             | 6/38         |                   |                   |                   |            |        |
| Ирина Јатченко, 69,14                                                                 | Бацање диска   | 62,26            | 2 гр. А КВ       | 59,27             | 11/38        |                   |                   |                   |            |        |
| Ана Мозгунова, 62,30                                                                  | Бацање диска   | 56,77            | 13 гр. Б         | Није се пласирала | 29/38        |                   |                   |                   |            |        |
| Аксана Мјањкова, 77,32                                                                | Бацање кладива | 69,77            | 6 гр. Б кв       | 76,34 ОР          |              |                   |                   |                   |            |        |
| Дарија Пчелник, 76,33                                                                 | Бацање кладива | 71,30            | 5. гр А кв       | 73,65             | 4/50         |                   |                   |                   |            |        |
| Марија Смаљачкова, 74,65                                                              | Бацање кладива | 69,22            | 7 гр. А          | Није се пласирала | 13/50        |                   |                   |                   |            |        |
| Наталија Шимчук, 63,24                                                                | Бацање копља   | 57,11            | 13 гр. А         | Није се пласирала | 23/54        |                   |                   |                   |            |        |
| Марина Новик, 62,04                                                                   | Бацање копља   | 56,10            | 16 гр. Б         | Није се пласирала | 31/54        |                   |                   |                   |            |        |

Седмобој за жене , 
| Дисциплина   | Јана Максимова | Јана Максимова | Јана Максимова | Јана Максимова | Јана Максимова |
| Дисциплина   | Резултат       | Бод.           | Плас.          | Укупно         | Плас.          |
| ------------ | -------------- | -------------- | -------------- | -------------- | -------------- |
| 100 м пре.   | 14,71          | 880            | 32             |                |                |
| Скок увис    | 1,74           | 903            | = 24           | 1.783          | 37             |
| Бацање кугле | 13,60          | 767            | 17             | 2.550          | 31             |
| 200 м        | 25,94          | 802            | 37             | 3.352          | 35             |
| Скок удаљ    | 0              | 0              | НП             | 3.352          | 38             |
| Бацање копља | 39,14          | 651            | 28             | 4.003          | 35             |
| 800 м        | 2:21,25        | 803            | 29             | 4.806          | 34 /43         |

## Бадминтон
Белорусија је у бадминтону учествовала са једним такмичарком, али без значајнијег успеха.

### Жене
| Такмичарка | Дисциплина  | Коло 32 такмичара                 | коло 16 такмичара                 | Четвртфинале               | Полуфинале         | Финале             | Финале  | Детаљи |
| Такмичарка | Дисциплина  | Противник Резултат                | Противник Резултат                | Противник Резултат         | Противник Резултат | Противник Резултат | Пласман | Детаљи |
| ---------- | ----------- | --------------------------------- | --------------------------------- | -------------------------- | ------------------ | ------------------ | ------- | ------ |
| Олга Конон | Појединачно | Xing Сингапур · Поб. 21-19, 21-12 | Тврди Словенија · Поб 21-17 21-14 | Xie Кина · Пор 16-21 15-21 | Није се пласирала  | Није се пласирала  | 9—16    |        |

## Бициклизам

### Друмски бициклизам

#### Мушкарци
| Бициклиста          | Дисциплина   | Време                 | Пласман | Детаљи |
| ------------------- | ------------ | --------------------- | ------- | ------ |
| Константин Сивцов   | Друмска трка | 6:26:17 (+2:28)       | 35/143  |        |
| Александар Кучински | Друмска трка | 6:39:42 (+15:53)      | 72/143  |        |
| Александар Усов     | Друмска трка | 6:49:59 (+26:10)      | 61/143  |        |
| Василиј Кирјенко    | Хронометар   | 1:06:12,19 (+4:00,76) | 20/39   |        |

### Велодромски бициклизам
Спринт — жене
| Бициклискиња      | Дисциплина  | Квалификације      | Квалификације | 1 коло                                                   | осмина финала (Репасаж)                                              | Четвртфинале                                               | Полуфинале              | Финале (5—12 место)                                                                                       | Финале (5—12 место) |
| Бициклискиња      | Дисциплина  | Време Брзина       | Пласман       | Противница Време Брзина                                  | Противница Време Брзина                                              | Противница Време Брзина                                    | Противница Време Брзина | Противница Време Брзина                                                                                   | Пласман             |
| ----------------- | ----------- | ------------------ | ------------- | -------------------------------------------------------- | -------------------------------------------------------------------- | ---------------------------------------------------------- | ----------------------- | --- | ------------------- |
| Наталија Цилинска | Спринт жене | 11:372 63,313 km/h | 7             | Клара Санчез Француска · Пор Санчез 11,607 · 62,031 km/h | Лисандра Гуера Куба · Sakie Tsukuda Јапан · Поб 11,871 · 60,652 km/h | Guo Shuang Кина · Пор 0-2 Guo 11,501, 11,672 · 62.031 km/h | Није се квалификовала   | 5—8 место · Клара Санчез Француска · Jennie Reed Сједињене Америчке Државе · Simona Krupeckaitė Литванија | 2 (6)               |

Бодовна трка — мушкарци
| Бициклиста       | Дисциплина   | Бод./Круг      | Пласнман |
| ---------------- | ------------ | -------------- | -------- |
| Василиј Кирјенко | Бодовна трка | 14/1 = 34 бода | 5        |

## Бокс
Четири белоруска боксера су се квалификовала на олимпијски боксерски турнир. Нурамедов, Махомедов и Зуев су се квалификовали у први Европским квалификацини турнир, а Хацигов на другом
| Khavazhi Khatsigov | бантам    | Gojan Молдавија · Пор +1-1                   | Није се пласирао                 | Није се пласирао | Није се пласирао | Није се пласирао | Није се пласирао | Није се пласирао |                  |                  |
| Mahamed Nurudzinau | велтер    | Jackson Америчка Девичанска Острва · Пор 4-2 | Није се пласирао                 | Није се пласирао | Није се пласирао | Није се пласирао | Није се пласирао | Није се пласирао | Није се пласирао | Није се пласирао |
| Рамазан Махомедов  | полутешка | Ранадан Јасер Египат · Пор +10-10            | Није се пласирао                 | Није се пласирао | Није се пласирао | Није се пласирао | Није се пласирао | Није се пласирао | Није се пласирао | Није се пласирао |
| Виктор Зуев        | тешка     |                                              | Clemente Russo Италија · Пор 1-7 | Није се пласирао | Није се пласирао | Није се пласирао | Није се пласирао | Није се пласирао |                  |                  |

## Веслање
Мушкарци
| Веслачица                                                             | Дисциплина             | Групе   | Групе          | Четвртфинале (Репасаж) | Четвртфинале (Репасаж) | Полуфинале | Полуфинале   | Финале  | Финале   | Детаљи         | Детаљи |
| Веслачица                                                             | Дисциплина             | Време   | Пласман        | Време                  | Пласман                | Време      | Пласман      | Време   | Пласман  |                |        |
| --------------------------------------------------------------------- | ---------------------- | ------- | -------------- | ---------------------- | ---------------------- | ---------- | ------------ | ------- | -------- | -------------- | ------ |
| Dzianis Mihal Stanislau Shcharbachenia                                | Дубл скул              | 6:27,18 | 2. гр 1 ПФ А/Б |                        |                        | 6:32,76    | 6 пф А/Б2 ФБ | 6:32,59 | 1 ФБ (7) | [ мртва веза ] |        |
| Andrei Dzemyanenka Vadzim Lialin Yauheni Nosau Aliaksandr Kazubouski  | Четверац без кормилара | 6:12,53 | 5 гр 1 Р       | 6:00,44                | 3 Р ПФ А/Б             | 6:02,79    | 5 ПФ А/Б2 ФБ | 6:12,54 | 6 (12)   |                |        |
| Kiryl Lemiashkevich Aliaksandr Novikau Valery Radzevich Pavel Shurmei | Четверац скул          | 5:43,73 | 3 гр 2 ПФ А/Б  |                        |                        | 6:06,80    | 6 пф А/Б1 ФБ | 5:50,74 | 5 (11)   | [ мртва веза ] |        |

Жене
| Веслачица                   | Дисциплина           | Групе   | Групе      | четвртфинале (Репасаж) | четвртфинале (Репасаж) | Полуфинале | Полуфинале   | Финале  | Финале  | Детаљи         | Детаљи |
| Веслачица                   | Дисциплина           | Време   | Пласман    | Време                  | Пласман                | Време      | Пласман      | Време   | Пласман |                |        |
| --------------------------- | -------------------- | ------- | ---------- | ---------------------- | ---------------------- | ---------- | ------------ | ------- | ------- | -------------- | ------ |
| Јекатерина Карстен          | Скиф                 | 7:40,03 | 1 гр 3 КВ  | 7:25,74                | 1 чф 4. ПФ A/B         | 7:22,86    | 1 пф А/Б2 ФA | 7:23,98 |         | [ мртва веза ] |        |
| Јулија Бичик Наталија Хелах | Двојац без кормилара | 7:24,47 | 1 гр. 1 ФА |                        |                        |            |              | 7:22,91 |         | [ мртва веза ] |        |

Р = Пласману репасаж, КВ = Пласман у Четвртфинале, ПФ А/Б = Пласман у полуфинале А/Б, ФА = Пласман у А финале, ФБ = Пласман у Б финале

## Гимнастика
Мушкарци
| Гимнастичар                                                                                          | Дисциплина      | Квалификације | Квалификације     | Квалификације | Квалификације | Квалификације | Квалификације | Квалификације | Квалификације | Финале                | Финале                | Детаљи |         |
| Гимнастичар                                                                                          | Дисциплина      | Појединачно   | Појединачно       | Појединачно   | Појединачно   | Појединачно   | Појединачно   | Укупно        | Пласман       |                       |                       | Детаљи |         |
| Гимнастичар                                                                                          | Дисциплина      | Партер        | Коњ са хватаљкама | Кругови       | Прескок       | Разбој        | Вратило       | Укупно        | Пласман       | Укупно                | Пласман               | Укупно | Пласман |
| --- | --------------- | ------------- | ----------------- | ------------- | ------------- | ------------- | ------------- | ------------- | ------------- | --------------------- | --------------------- | ------ | ------- |
| Алексеј Игњатович                                                                                    | Вишебој         |               | 15,075            | 0,000         | 0,000         |               | 13,000        | 28,075        | 92            | Није се пласирао      | Није се пласирао      |        |         |
| Дмитриј Касперович                                                                                   | Вишебој         | 14,675        |                   | 15,275        | 16,500        | 15,525        | 14,250        | 76,225        | 47            | Није се пласирао      | Није се пласирао      |        |         |
| Дмитриј Касперович                                                                                   | Прескок         |               |                   |               | 16,500        |               |               | 16,500        | 4 'КВ         | 16,050                | 6                     |        |         |
| Иван Козлов                                                                                          | Вишебој         | 14,025        | 12,675            | 14,925        | 15,275        | 0,000         |               | 56,900        | 70            | Није се пласирао      | Није се пласирао      |        |         |
| Денис Савенков                                                                                       | Вишебој         | 14,525        | 13,525            | 13,750        | 15,675        | 14,800        | 14,750        | 87,025        | 33            | Није се пласирао      | Није се пласирао      |        |         |
| Дмитриј Савицки                                                                                      | Вишебој         | 14,375        | 14,525            | 15,175        | 16,300        | 15,700        | 14,575        | 90,650        | 12 КВ         | 82,175                | 23                    |        |         |
| Александер Тарашевич                                                                                 | Вишебој         | 14,300        | 14,450            |               |               | 15,175        | 14,850        | 58,775        | 68            | Није се пласирао      | Није се пласирао      |        |         |
| Алексеј Игњатович Дмитриј Касперович Иван Козлов Денис Савенков Дмитриј Савицки Александер Тарашевич | Вишебој екипнпо | 57,875        | 57,575            | 59,125        | 63,750        | 61,200        | 58,425        | 375,950       | 10            | Нису се квалификовали | Нису се квалификовали |        |         |

Жене
| Гимнастичарка          | Дисциплина | Појединачно | Појединачно        | Појединачно | Појединачно | Квалификације | Квалификације | Финале                | Финале                | Детаљи |
| Гимнастичарка          | Дисциплина | Прескок     | Двовисински разбој | Греда       | Партер      | Укупно        | Пласман       | Укупно                | Пласман               |        |
| ---------------------- | ---------- | ----------- | ------------------ | ----------- | ----------- | ------------- | ------------- | --------------------- | --------------------- | ------ |
| Анастасија Марачковска | Вишебој    | 15,275      | 12,200             | 13,600      | 14,025      | 55,100        | 48            | Није се квалификовала | Није се квалификовала |        |

## Дизање тегова

### Мушкарци
| Такмичар            | Дисциплина | Трзај        | Трзај        | Избачај      | Избачај      | Укупно       | Пласман      | Детаљи |
| Такмичар            | Дисциплина | Резултат     | Пласман      | Резултат     | Пласман      | Укупно       | Пласман      | Детаљи |
| ------------------- | ---------- | ------------ | ------------ | ------------ | ------------ | ------------ | ------------ | ------ |
| Vitali Dzerbianiou  | -56 кг     | 127          | 6            | -            | Није завршио | Није завршио | Није завршио |        |
| Henadzy Makhveyenia | -62 кг     | 128          | 12           | 150          | 12           | 278          | 10 / 17      |        |
| Siarhei Lahun       | -77 кг     | 157          | 10           | 192          | 6            | 349          | 10 / 28      |        |
| Andrei Rybakou      | -85 кг     | 185 ОР       | 1            | 209          | 2            | 394 =СР      |              |        |
| Vadzim Straltsou    | -85 кг     | Није завршио | Није завршио | Није завршио | Није завршио | Није завршио | Није завршио |        |
| Andrei Aramnau      | -105 кг    | 200 СР       | 1            | 236 СР       | 1            | 436 СР       |              |        |

## Једрење

### Мушкарци
| Такмичар                        | Дисциплина       | Трке | Трке | Трке | Трке | Трке | Трке | Трке | Трке | Трке | Трке | Трке | Резултат | Пласман |
| Такмичар                        | Дисциплина       | 1    | 2    | 3    | 4    | 5    | 6    | 7    | 8    | 9    | 10   | 11   | Резултат | Пласман |
| ------------------------------- | ---------------- | ---- | ---- | ---- | ---- | ---- | ---- | ---- | ---- | ---- | ---- | ---- | -------- | ------- |
| Mikalai Zhukavets               | Једрење на дасци | 27   | 23   | 26   | 24   | 29   | 21   | 32   | 26   | 26   | 27   | НП   | 229      | 28 / 35 |
| Sergei Desukevich Павел Логунов | 470              | 29   | 27   | 16   | 26   | 16   | 2    | 12   | 17   | 16   | 27   | НП   | 159      | 21 / 29 |

### Жене
| Такмичарка         | Дисциплина    | Трке | Трке | Трке | Трке | Трке | Трке | Трке | Трке | Трке | Трке | Трке | Резултат | Пласман |
| Такмичарка         | Дисциплина    | 1    | 2    | 3    | 4    | 5    | 6    | 7    | 8    | 9    | 10   | 11   | Резултат | Пласман |
| ------------------ | ------------- | ---- | ---- | ---- | ---- | ---- | ---- | ---- | ---- | ---- | ---- | ---- | -------- | ------- |
| Татјана Дроздовска | Ласер радијал | 12   | (24) | 17   | 17   | 10   | 22   | 11   | 15   | 26   | НОД  | НП   | 128      | 23 / 28 |

НОД = није одржано због лошег времена, НП = није се пласирао

## Кајак и кану на мирним водама
Мушкарци
| Кајакаши                                                        | Дисциплина  | Групе    | Групе   | Полуфинале | Полуфинале | Финале   | Финале  | Детаљи |
| Кајакаши                                                        | Дисциплина  | Време    | Пласман | Време      | Пласман    | Време    | Пласман | Детаљи |
| --------------------------------------------------------------- | ----------- | -------- | ------- | ---------- | ---------- | -------- | ------- | ------ |
| Александр Жуковски                                              | C-1 500 м   | 1:48.669 | 1 КВФ   |            |            | 1:49.092 | 5 / 22  |        |
| Александр Жуковски                                              | Ц-1 1.000 м | 4:01.380 | 4 КВПФ  | 3:58.851   | 3 КВФ      | 3:55.645 | 5 / 22  |        |
| Андреј Богданович Александр Богданович                          | Ц-2 500 м   | 1:41.767 | 2 КВФ   |            |            | 1:41.996 | 4 / 15  |        |
| Андреј Богданович Александр Богданович                          | Ц-2 1.000 м | 3:40.369 | 1 КВФ   |            |            | 3:36.365 |         |        |
| Роман Петрушенко Вадим Махнев                                   | К-2 500 м   | 1:28.661 | 1 КОФ   |            |            | 1:30.005 |         |        |
| Роман Петрушенко Алексеј Абалмасов Артур Литвинчук Вадим Махнев | К-4 1.000 м | 2:58.825 | 3 КОФ   |            |            | 2:55.714 |         |        |

Жене
| Кајакашце          | Дисциплина | Групе    | Групе   | Полуфинале       | Полуфинале       | Финале           | Финале  | Детаљи |
| Кајакашце          | Дисциплина | Време    | Пласман | Време            | Пласман          | Време            | Пласман | Детаљи |
| ------------------ | ---------- | -------- | ------- | ---------------- | ---------------- | ---------------- | ------- | ------ |
| Татјана Фјодорович | К-1 500 м  | 1:57,881 | 19      | Није се пласирао | Није се пласирао | Није се пласирао | 19 / 25 |        |

- ККФ = Квалификовао се за финале
- КВПФ = Квалихиковао се за полуфинале

## Коњички спорт
| Јахач     | Коњ     | Дисциплина  | 1. коло  | 1. коло | 2. коло            | 2. коло            | 2. коло            | 2. коло            | Финале             | Финале             | Финале             | Финале  | Детаљи |
| Јахач     | Коњ     | Дисциплина  | Резултат | Пласман | Резултат           | Пласман            | Укуп. рез.         | Пласман            | Резултат           | Пласман            | Укуп. рез.         | Пласман | Детаљи |
| --------- | ------- | ----------- | -------- | ------- | ------------------ | ------------------ | ------------------ | ------------------ | ------------------ | ------------------ | ------------------ | ------- | ------ |
| Ирина Лис | Редфорд | појединачно | 63.500   | 29      | Није се пласирала' | Није се пласирала' | Није се пласирала' | Није се пласирала' | Није се пласирала' | Није се пласирала' | Није се пласирала' | 29 / 47 |        |

Комбинација
| Јахач                | Коњ      | Дисциплина  | Дресура | Дресура | Крос контри | Крос контри | Скокови       | Скокови       | Скокови          | Скокови          | Укупно | Укупно      |        |
| Јахач                | Коњ      | Дисциплина  | Дресура | Дресура | Крос контри | Крос контри | Квалификације | Квалификације | Финале           | Финале           | Укупно | Укупно      | Детаљи |
| Јахач                | Коњ      | Дисциплина  | Пенали  | Пласман | Пенали      | Пласман     | Пенали        | Пласман       | Пенали           | Пласман          | Пенали | Пласман     | Детаљи |
| -------------------- | -------- | ----------- | ------- | ------- | ----------- | ----------- | ------------- | ------------- | ---------------- | ---------------- | ------ | ----------- | ------ |
| Viachaslau Poita     | Енергија | појединачно | 59,1    | 56      | 55,6        | 58          | 31,0          | 54            | Није се пласирао | Није се пласирао | 165,7  | 54 / 55/ 69 |        |
| Alena Tseliapuhskina | Пасат    | појединачно | 77,4    | 67      | 59,60       | 59          | 30,00         | 55            | Није се пласирао | Није се пласирао | 167,0  | 55 /55/69   |        |

## Кошарка
| \| # \| Поз. \| Име \| Год. рођ. \| Висина \| Клуб \| \| \| -- \| ------------- \| ------------------------- \| ------------------ \| ------ \| --------------------------- \| \| \| 4 \| Плејмејкер \| Volha Padabed \| 24. април 1979. \| 175 \| SK Cesis \| \| \| 5 \| Бек \| Olga Masilionene \| 25. јануар 1980. \| 180 \| ЖКК Госпић \| \| \| 6 \| Бек \| Јекатерина Снитина \| 2. септембар 1985. \| 185 \| Динамо Енергија Новосибирск \| \| \| 7 \| Центар \| Викторија Hasper \| 9. јануар 1988. \| 193 \| ЖКК Вологда Чеваката \| \| \| 8 \| Плејмејкер \| Татјана Лихтаревич \| 29. март 1988. \| 178 \| ЖКК Олимпија Гродно \| \| \| 9 \| Плејмејкер \| Наталија Анафриенко \| 11. јул 1975. \| 175 \| ЖКК Олимпија Гродно \| \| \| 10 \| Крилни центар \| Анастасија Веременко \| 10. јул 1987. \| 192 \| ЖКК Надежда \| \| \| 11 \| Центар \| Јелена Левченко \| 30. април 1983. \| 196 \| UMMC Јекатеринцург \| \| \| 12 \| Крило \| Наталија Марченко \| 19. мај 1979. \| 170 \| Lotos VBW Clima Gdynia \| \| \| 13 \| Крило/центар \| Татјана Троина \| 30. јун 1981. \| 188 \| Макаби Рамат \| \| \| 14 \| Крило \| Наталија Трофимова (кап.) \| 16. јун 1979. \| 186 \| ЖКК Висла Краков \| \| \| 15 \| Центар \| Марина Крес \| 23. август 1980. \| 193 \| Extragusa \| \| | Тренер - Анатолиј Бујалски Помоћни тренер Легенда - Клуб - клуб у којем је играо до почетка ОИ. |                           |                    |        |                             |  |
| # | Поз.                                                                                            | Име                       | Год. рођ.          | Висина | Клуб                        |  |
| 4 | Плејмејкер                                                                                      | Volha Padabed             | 24. април 1979.    | 175    | SK Cesis                    |  |
| 5 | Бек                                                                                             | Olga Masilionene          | 25. јануар 1980.   | 180    | ЖКК Госпић                  |  |
| 6 | Бек                                                                                             | Јекатерина Снитина        | 2. септембар 1985. | 185    | Динамо Енергија Новосибирск |  |
| 7 | Центар                                                                                          | Викторија Hasper          | 9. јануар 1988.    | 193    | ЖКК Вологда Чеваката        |  |
| 8 | Плејмејкер                                                                                      | Татјана Лихтаревич        | 29. март 1988.     | 178    | ЖКК Олимпија Гродно         |  |
| 9 | Плејмејкер                                                                                      | Наталија Анафриенко       | 11. јул 1975.      | 175    | ЖКК Олимпија Гродно         |  |
| 10 | Крилни центар                                                                                   | Анастасија Веременко      | 10. јул 1987.      | 192    | ЖКК Надежда                 |  |
| 11 | Центар                                                                                          | Јелена Левченко           | 30. април 1983.    | 196    | UMMC Јекатеринцург          |  |
| 12 | Крило                                                                                           | Наталија Марченко         | 19. мај 1979.      | 170    | Lotos VBW Clima Gdynia      |  |
| 13 | Крило/центар                                                                                    | Татјана Троина            | 30. јун 1981.      | 188    | Макаби Рамат                |  |
| 14 | Крило                                                                                           | Наталија Трофимова (кап.) | 16. јун 1979.      | 186    | ЖКК Висла Краков            |  |
| 15 | Центар                                                                                          | Марина Крес               | 23. август 1980.   | 193    | Extragusa                   |  |

### Група А
| Датум Лок. вре.  | 1. Екипа     | Резултат | 2. екипа   | Детаљи |
| ---------------- | ------------ | -------- | ---------- | ------ |
| 9. август 09,00  | Белорусија   | 64 - 83  | Аустралија |        |
| 11. август 16,45 | Летонија     | 57 - 80  | Белорусија |        |
| 13. август 09,00 | Белорусија   | 65 - 71  | Русија     |        |
| 15. август 22,15 | Јужна Кореја | 53 - 63  | Белорусија | ref    |
| 17. август 16,45 | Бразил       | 68 - 53  | Бразил     |        |

| Табела групе A | И | Д | И | ДГ  | ПГ  | ГР   | Бодови |
| -------------- | - | - | - | --- | --- | ---- | ------ |
| Аустралија     | 5 | 5 | 0 | 424 | 319 | +105 | 10     |
| Русија         | 5 | 4 | 1 | 339 | 333 | +6   | 9      |
| Белорусија     | 5 | 2 | 3 | 324 | 332 | -8   | 7      |
| Јужна Кореја   | 5 | 2 | 3 | 327 | 360 | -33  | 7      |
| Летонија       | 5 | 1 | 4 | 334 | 387 | -53  | 6      |
| Бразил         | 5 | 1 | 4 | 337 | 354 | -17  | 6      |

#### Четвртфинале
| Датум      | 1. екипа | Резултат | 2. екипа   | Детаљи |
| ---------- | -------- | -------- | ---------- | ------ |
| 19. август | Кина     | 72 : 59  | Белорусија |        |

У укупном пласману женског кошаркашког турнира Белорусија је заузела 6. место.

## Мачевање
Мушкарци
| Такмичар                                           | Дисциплина        | Коло 64                              | Коло 32                              | Коло 16                             | Четвртфинале         | Полуфинале                                | 3 место Пласман 5-8                     | Финале Пласман 5-8 | Детаљи |
| Такмичар                                           | Дисциплина        | Противник Резултат                   | Противник Резултат                   | Противник Резултат                  | Противник Резултат   | Противник Резултат                        | Противник Резултат                      | Противник Резултат | Детаљи |
| -------------------------------------------------- | ----------------- | ------------------------------------ | ------------------------------------ | ----------------------------------- | -------------------- | ----------------------------------------- | --------------------------------------- | ------------------ | ------ |
| Aliaksandr Buikevich                               | Сабља појединачно | Алексеј Јакименко Русија · Поб. 15:9 | Николас Лимбах Немачка · Поб. 15:14  | Mihai Covaliu Румунија · Пор. 13:15 | Није се квалификовао | Није се квалификовао                      | Није се квалификовао                    | 8 / 40             |        |
| Dmitri Lapkes                                      | Сабља појединачно | Слободан                             | Oh Eun-Seok Јужна Кореја · Пор. 8:15 | Није се квалификовао                | Није се квалификовао | Није се квалификовао                      | Није се квалификовао                    | 24 / 40            |        |
| Valery Pryiemka                                    | Сабља појединачно | Shadi Talaat Египат · Поб. 15:7      | Mihai Covaliu Румунија · Пор. 9:15   | Није се квалификовао                | Није се квалификовао | Није се квалификовао                      | Није се квалификовао                    | 27 / 40            |        |
| Aliaksandr Buikevich Dmitri Lapkes Valery Pryiemka | Сабља екипно      |                                      |                                      | Италија (2008.) · Пор. 39:45        |                      | Пласман 5-8 · Египат (2008.) · Поб. 45:22 | Пласман 5-6 · Кина (2008.) · Поб. 45:39 | 5 / 8              |        |

## Модерни петобој
Мушкарци
| Такмичар       | Стрељаштво | Стрељаштво | Мачевање  | Мачевање | Пливање  | Пливање | Коњички спорт | Коњички спорт | Атлетика | Атлетика | Укупно бодова | Пласман | Пласман |
| Такмичар       | Резултат   | Бодови     | Поб./Пор. | Бодови   | Резултат | Бодови  | Резултат      | Бодови        | Резултат | Бодови   | Укупно бодова | Пласман | Пласман |
| -------------- | ---------- | ---------- | --------- | -------- | -------- | ------- | ------------- | ------------- | -------- | -------- | ------------- | ------- | ------- |
| Yahor Lapo     | 178        | 1072       | 17/18     | 808      | 2:05.62  | 1296    | Није завршио  | 0             | 9:41,17  | 1076     | 4252          | 35 / 36 |         |
| Dmitry Meliakh | 186        | 1168       | 11/24     | 664      | 2:03,03  | 1324    | 68.47         | 1116          | 9:41,97  | 1076     | 5348          | 12 / 36 |         |

Жене
| Такмичарка           | Стрељаштво | Стрељаштво | Мачевање  | Мачевање | Пливање  | Пливање | Коњички спорт | Коњички спорт | Атлетика | Атлетика | Укупно бодова | Пласман | Пласман |
| Такмичарка           | Резултат   | Бодови     | Поб./Пор. | Бодови   | Резултат | Бодови  | Резултат      | Бодови        | Резултат | Бодови   | Укупно бодова | Пласман | Пласман |
| -------------------- | ---------- | ---------- | --------- | -------- | -------- | ------- | ------------- | ------------- | -------- | -------- | ------------- | ------- | ------- |
| Ана Архипенкоа       | 187        | 1180       | 19/17     | 856      | 2:29,64  | 1128    | 67.60         | 1172          | 10:04,46 | 1304     | 5640          | 4 / 36  |         |
| Анастасија Самусевич | 180        | 1096       | 16/20     | 784      | 2:27.06  | 1156    | 66,24         | 1144          | 10:53,23 | 1108     | 5288          | 22/ 36  |         |

## Пливање

### Мушкарци
| Пливач                                                                                          | Дисциплина         | Група   | Група   | Полуфинале       | Полуфинале       | Финале            | Финале            | Детаљи |
| Пливач                                                                                          | Дисциплина         | Време   | Пласман | Време            | Пласман          | Време             | Пласман           | Детаљи |
| ----------------------------------------------------------------------------------------------- | ------------------ | ------- | ------- | ---------------- | ---------------- | ----------------- | ----------------- | ------ |
| Андреј Радионов                                                                                 | 50 м слободно      | 22,65   | 36 /97  | Није се пласирао | Није се пласирао | Није се пласирао  | Није се пласирао  |        |
| Станислав Неверовски                                                                            | 100 м слободно     | 50,14   | 34/64   | Није се пласирао | Није се пласирао | Није се пласирао  | Није се пласирао  |        |
| Павел Санкович                                                                                  | 100 м леђно        | 55,39   | 29/45   | Није се пласирао | Није се пласирао | Није се пласирао  | Није се пласирао  |        |
| Виктор Вабишчевич                                                                               | 100 м прсно        | 1:03,29 | 49 /65  | Није се пласирао | Није се пласирао | Није се пласирао  | Није се пласирао  |        |
| Јевгениј Лазука                                                                                 | 100 м делфин       | 53,54   | 43 /66  | Није се пласирао | Није се пласирао | Није се пласирао  | Није се пласирао  |        |
| Павел Санкович 55,11 Виктор Вабишчевич 1:01,89 Јевгениј Лазука 52,63 Станислав Неверовски 49,76 | 4 х 100 м мешовито | 3:39,39 | 16/16   |                  |                  | Нису се пласирали | Нису се пласирали |        |

### Жене
| Пливач                | Дисциплина     | Група   | Група         | Полуфинале        | Полуфинале        | Финале            | Финале            | Детаљи |
| Пливач                | Дисциплина     | Време   | Пласман       | Време             | Пласман           | Време             | Пласман           | Детаљи |
| --------------------- | -------------- | ------- | ------------- | ----------------- | ----------------- | ----------------- | ----------------- | ------ |
| Светлана Холхова      | 50 м слободно  | 25,27   | 20 /92        | Није се пласирала | Није се пласирала | Није се пласирала | Није се пласирала |        |
| Александра Герасимова | 50 м слободно  | 25,07   | 4 у гр. 10 КВ | 24,72             | 6 у пф. 1 КВ      | 24,77             | 8 /92             |        |
| Александра Герасимова | 100 м слободно | 54,52   | 2 у гр. 5 КВ  | 55,31             | 8 у гр. 1         | Није се пласирао  | 14 /49            |        |
| Ина Капишина          | 100 м прско    | 1:10,15 | 27/49         | Није се пласирао  | Није се пласирао  | Није се пласирао  | Није се пласирао  |        |
| Ина Капишина          | 200 м прсно    | 2:27,34 | 17 /41        | Није се пласирао  | Није се пласирао  | Није се пласирао  | Није се пласирао  |        |

## Ритмичка гимнастика
| Гимнастичарка   | Дисциплина  | Квалификације | Квалификације | Квалификације | Квалификације | Квалификације | Квалификације | Финале            | Финале            | Финале            | Финале            | Финале            | Финале            | Детаљи |
| Гимнастичарка   | Дисциплина  | Вијача        | Обруч         | Чуњеви        | Трака         | Укупно        | Место         | Вијача            | Обруч             | Чуњеви            | Трака             | Укупно            | Место             | Детаљи |
| --------------- | ----------- | ------------- | ------------- | ------------- | ------------- | ------------- | ------------- | ----------------- | ----------------- | ----------------- | ----------------- | ----------------- | ----------------- | ------ |
| Ина Жукова      | појединачно | 17,850 (4)    | 18,375 (4)    | 17,300 (7)    | 17,425 (4)    | 70,950        | 4 КВ          | 18,125 (3)        | 18,125 (3)        | 17,850 (3)        | 17,825 (4)        | 71,925 (2)        |                   |        |
| Љубов Черкашина | појединачно | 16,700 (10)   | 18,375 (19)   | 17,300 (14)   | 17,425 (18)   | 70,950        | 15            | Није се пласирала | Није се пласирала | Није се пласирала | Није се пласирала | Није се пласирала | Није се пласирала |        |

| Гимнастичарке                                                                                           | Дисциплина | Квалификације | Квалификације    | Квалификације | Квалификације | Финале     | Финале           | Финале | Финале | Детаљи |
| Гимнастичарке                                                                                           | Дисциплина | 5 вијача      | 3 обруча& 2 чуња | Укупно        | Место         | 5 вијача   | 3 обруча& 2 чуња | Укупно | Место  | Детаљи |
| --- | ---------- | ------------- | ---------------- | ------------- | ------------- | ---------- | ---------------- | ------ | ------ | ------ |
| Олесја Бабушкина Анастасија Иванкова Зинаида Лунина Глафира Мартинович Ксенија Санкович Алина Тумилович | екипно     | 17,525 (1)    | 17,425 (2)       | 34,950        | 1 КВ          | 17,625 (2) | 17,275 (4)       | 34,900 |        | ,      |

## Рвање

### Слободан стил, мушкарци
| Рвач           | Дисц.  | Коко 32                          | Коло 16                                                    | Четвртфинале                                 | Полуфинале                               | 1. коло репасажа     | 2. коло репасажа                    | Финале                                                      | Плас.  | Дет. |
| Рвач           | Дисц.  | Противник Резултат               | Противник Резултат                                         | Противник Резултат                           | Противник Резултат                       | Противник Резултат   | Противник Резултат                  | Противник Резултат                                          | Плас.  | Дет. |
| -------------- | ------ | -------------------------------- | ---------------------------------------------------------- | -------------------------------------------- | ---------------------------------------- | -------------------- | ----------------------------------- | ----------------------------------------------------------- | ------ | ---- |
| Ризван Гаџијев | −55 кг | Maikel Perez Куба · Поб. 7-0 6-0 | Dilshod Mansurov · Узбекистан · Пор 1-0 0-1 0-1            | Није се квалификовао                         | Није се квалификовао                     | Није се квалификовао | Није се квалификовао                | Није се квалификовао                                        | 7/19   |      |
| Алберт Батиров | −66 кг | Слободан                         | Yang Chun-Song · Северна Кореја · Поб. 1-0 5-3             | Andriy Stadnik · Украјина · Пор. 4-1 1-4 0-3 | Није се пласирао                         |                      | Sushil Kumar Индија · L 0-1 4-0 0-7 | Није се пласирао                                            | 9 / 21 |      |
| Мурад Гајдаров | −74 кг | Слободан                         | Chamsulvara Chamsulvarayev · Азербејџан · Поб. 0-4 2-0 1-0 | Gela Saghirashvili Грузија · Поб 1-0 1-0     | Soslan Tigiev · Узбекистан · Пор 0-1 0-1 |                      |                                     | Bronze medal final · Gheorghiţă Ştefan Румунија · W 2-1 3-1 |        |      |

### Слободан стил, жене
| Рвачица         | Дисц.  | Коко 32            | Коло 16                                     | Четвртфинале          | Полуфинале            | 1. коло репасажа      | 2. коло репасажа      | Финале                | Плас.   | Дет. |
| Рвачица         | Дисц.  | Противник Резултат | Противник Резултат                          | Противник Резултат    | Противник Резултат    | Противник Резултат    | Противник Резултат    | Противник Резултат    | Плас.   | Дет. |
| --------------- | ------ | ------------------ | ------------------------------------------- | --------------------- | --------------------- | --------------------- | --------------------- | --------------------- | ------- | ---- |
| Јелена Филипова | −55 кг |                    | Олга Смирнова Казахстан · Поr. 3-2 0—3 2—4  | Није се квалификовала | Није се квалификовала | Није се квалификовала | Није се квалификовала | Није се квалификовала | 13/16   |      |
| Олга Хилко      | −63 кг | Слободна           | Моника Михалик · Пољска · Поб. 1-0 0—1, туш | Није се квалификовала | Није се квалификовала | Није се квалификовала | Није се квалификовала | Није се квалификовала | 12 / 17 |      |

### Грчко-римски стил, мушкарци
| Рвач            | Дисц.   | Коко 32                                          | Коло 16                                    | Четвртфинале                                 | Полуфинале                              | 1. коло репасажа     | 2. коло репасажа                        | Финале                                                    | Плас. | Дет. |
| Рвач            | Дисц.   | Противник Резултат                               | Противник Резултат                         | Противник Резултат                           | Противник Резултат                      | Противник Резултат   | Противник Резултат                      | Противник Резултат                                        | Плас. | Дет. |
| --------------- | ------- | ------------------------------------------------ | ------------------------------------------ | -------------------------------------------- | --------------------------------------- | -------------------- | --------------------------------------- | --------------------------------------------------------- | ----- | ---- |
| Јуриј Дубинин   | −60 кг  | слободан                                         | Jung Ji-Hyun · Јужна Кореја · Пор 0—3 0'-6 | Није се квалификовао                         | Није се квалификовао                    | Није се квалификовао | Није се квалификовао                    | Није се квалификовао                                      | 20/20 |      |
| Михаил Семјонов | −66 кг  | Александр Казакевич · Литванија · Поб. +1-1 +1-1 | Али Мохамади · Иран · Поб. 2—0 0—4 +1-1    | Steeve Guenot Француска · Поr. 1—2 1—+1      | Није се квалификовао                    |                      | Alain Milian · Куба · Поб +1-1 3-1      | за бронзу · Даркан Бајахметов Казахстан · Поб 2-0 1—+1 -1 |       |      |
| Олег Михалович  | −74 кг  | Слободан                                         | Јулијан Квит · Пољска · Поб. 3-1 0—3 -2    | Роман Мелешин · Казахстан · Поб. 4-1 1-4 0-3 | Chang Yongxiang Кина · Пор. 6-0 0—4 0—2 |                      |                                         | за бронзу · Јавор Јанакијев Бугарска · Поб 2-0 0—2 0—2    | =5/20 |      |
| Сергеј Артјухин | −120 кг | Слободан                                         | Mijail López · Куба · Пор. 0-3 0—2         | Није се квалификовао                         | Није се квалификовао                    | Слободан             | Јуриј Патрикев Јерменија · Пор. 0—2 0—1 | Није се квалификовао                                      | 11/20 |      |

## Синхроно пливање
| Пливачица                            | Дисциплина | Технички састав | Технички састав | Слободни састав (Предтачмичење) | Слободни састав (Предтачмичење) | Слободни састав (Предтачмичење) | Слободни састав (Предтачмичење) | Слободни састав (Финале) | Слободни састав (Финале) | Слободни састав (Финале) | Слободни састав (Финале) | Детаљи |
| Пливачица                            | Дисциплина | Бодови          | Место           | Бодови                          | Место                           | Укупно                          | Место                           | Бодови                   | Место                    | Укупно                   | Место                    | Детаљи |
| ------------------------------------ | ---------- | --------------- | --------------- | ------------------------------- | ------------------------------- | ------------------------------- | ------------------------------- | ------------------------ | ------------------------ | ------------------------ | ------------------------ | ------ |
| Katsiaryna Kulpo Настасија Парфенава | Парови     | 42,667          | 17              | 42,667                          | 19                              | 42,667                          | 19                              | Нису се пласирале        | Нису се пласирале        | Нису се пласирале        | Нису се пласирале        |        |

## Скокови у воду
- резултати

### Мушкарци
| Такмичар            | Дисциплина     | Предтакмичење | Предтакмичење | Полуфинале       | Полуфинале       | Полуфинале       | Полуфинале       | Финале           | Финале           | Финале           | Финале           |
| Такмичар            | Дисциплина     | Бодови        | Место         | Бодови           | Место            | Укупно бодова    | Rank             | Бодови           | Место            | Укупно бодова    | Место            |
| ------------------- | -------------- | ------------- | ------------- | ---------------- | ---------------- | ---------------- | ---------------- | ---------------- | ---------------- | ---------------- | ---------------- |
| Sergei Kuchmasov    | 3 м даска      | 399,40        | 25            | Нису се пласирао | Нису се пласирао | Нису се пласирао | Нису се пласирао | Нису се пласирао | Нису се пласирао | Нису се пласирао | Нису се пласирао |
| Vadim Kaptur        | 10 м платформа | 432,90        | 13 КВ         |                  |                  | 420,55           | 14               | Нису се пласирао | Нису се пласирао | Нису се пласирао | Нису се пласирао |
| Aliaksandr Varlamau | 10 м платформа | 406,60        | 21            |                  |                  | Нису се пласирао | Нису се пласирао | Нису се пласирао | Нису се пласирао | Нису се пласирао | Нису се пласирао |

### Жене
| Такмичарка       | Дисциплина | Предтакмичење | Предтакмичење | Полуфинале        | Полуфинале        | Полуфинале        | Полуфинале        | Финале            | Финале            | Финале            | Финале            |
| Такмичарка       | Дисциплина | Бодови        | Место         | Бодови            | Место             | Укупно бодова     | Rank              | Бодови            | Место             | Укупно бодова     | Место             |
| ---------------- | ---------- | ------------- | ------------- | ----------------- | ----------------- | ----------------- | ----------------- | ----------------- | ----------------- | ----------------- | ----------------- |
| Darya Romenskaya | 3 м даска  | 207,0         | 29            | Нису се пласирала | Нису се пласирала | Нису се пласирала | Нису се пласирала | Нису се пласирала | Нису се пласирала | Нису се пласирала | Нису се пласирала |

## Стони тенис

### Мушкарци
| Такмичар          | Дисциплина  | Квалификације      | 1. коло            | 2. коло            | 3. коло                                                      | 4. коло                                                                        | Четвртфинале       | Полуфинале         | Финале             | Детаљи |
| Такмичар          | Дисциплина  | Противник Резултат | Противник Резултат | Противник Резултат | Противник Резултат                                           | Противник Резултат                                                             | Противник Резултат | Противник Резултат | Противник Резултат | Детаљи |
| ----------------- | ----------- | ------------------ | ------------------ | ------------------ | ------------------------------------------------------------ | ------------------------------------------------------------------------------ | ------------------ | ------------------ | ------------------ | ------ |
| Владимир Самсонов | Појединачно | Слободан           | Слободан           | Слободан           | Christian Süß Немачка · Поб. 4:0 · (15-13, 11-6, 11-9, 11-4) | Jörgen Persson Шведска · Пор. 3:4 · (11-7 11-8, 9-1, 13-11, 7-11, 10-12, 9-11) | Није се пласирао   | Није се пласирао   | Није се пласирао   |        |

### Жене
| Такмичар           | Дисциплина  | Квалификације      | 1. коло                                                          | 2. коло                                                             | 3. коло                                                   | 4. коло            | Четвртфинале       | Полуфинале         | Финале             | Детаљи |
| Такмичар           | Дисциплина  | Противник Резултат | Противник Резултат                                               | Противник Резултат                                                  | Противник Резултат                                        | Противник Резултат | Противник Резултат | Противник Резултат | Противник Резултат | Детаљи |
| ------------------ | ----------- | ------------------ | ---------------------------------------------------------------- | ------------------------------------------------------------------- | --------------------------------------------------------- | ------------------ | ------------------ | ------------------ | ------------------ | ------ |
| Tatyana Kostromina | Појединачно | Слободна           | Zhang Mo Кина · Поб. 4:0 · (11-2, 11-7, 12-10, 11-1)             | Li Qian · Пољска · Поб. 4:2 · (11-7, 11-9, 11-6, 5-11, 9-11, 12-10) | Lin Ling · Хонгконг · Пор. 0:4 · (6-11, 3-11, 6-11, 8-11) | Није се пласирао   | Није се пласирао   | Није се пласирао   | Није се пласирао   |        |
| Вероника Павлович  | Појединачно | Слободна           | Hadacova Чешка · Пор. 2:4 · (11-7, 7-11, 9-11, 11-5, 9-11, 6-11) | Није се пласирала                                                   | Није се пласирала                                         | Није се пласирала  | Није се пласирала  | Није се пласирала  | Није се пласирала  |        |
| Викторија Павлович | Појединачно | Слободна           | Слободна                                                         | Самара · Румунија · Поб. 4:1 · (3-11, 11-8, 11-8, 11-7, 12-10)      | Zhang Yining Кина · Пор. 0:4 · (7-11, 2-11, 7-11, 5-11)   | Није се пласирала  | Није се пласирала  | Није се пласирала  | Није се пласирала  |        |

## Стреличарство

### Мушкаци
| Стреличар    | Дисциплина  | Пласман  | Пласман | Коло 64 так.                                 | Коло 32 так.                    | Коло 16 так                   | Четвртфинале       | Полуфинале         | Финале             | Финале           |
| Стреличар    | Дисциплина  | Резултат | Пласман | Противник Резултат                           | Противник Резултат              | Противник Резултат            | Противник Резултат | Противник Резултат | Противник Резултат | Место            |
| ------------ | ----------- | -------- | ------- | -------------------------------------------- | ------------------------------- | ----------------------------- | ------------------ | ------------------ | ------------------ | ---------------- |
| Максим Кунда | Појединачно | 646      | 46      | Такахару Украјина · Поб. 111 (+19)—111 (+18) | Петерсон Шведска · Поб. 112—110 | Серано Мексико · Пор. 106—110 | Није се пласирао   | Није се пласирао   | Није се пласирао   | Није се пласирао |

### Жене
| Стреличар         | Дисциплина  | Пласман  | Пласман | Коло 64 так.                    | Коло 32 так.                  | Коло 16 так        | Четвртфинале       | Полуфинале         | Финале             | Финале            |
| Стреличар         | Дисциплина  | Резултат | Пласман | Противник Резултат              | Противник Резултат            | Противник Резултат | Противник Резултат | Противник Резултат | Противник Резултат | Место             |
| ----------------- | ----------- | -------- | ------- | ------------------------------- | ----------------------------- | ------------------ | ------------------ | ------------------ | ------------------ | ----------------- |
| Yekaterina Mulyuk | Појединачно | 616      | 47      | Санчез Колумбија · Поб. 104—101 | Chen Колумбија · Пор. 105—106 | Није се пласирала  | Није се пласирала  | Није се пласирала  | Није се пласирала  | Није се пласирала |

## Стрељаштво

### Мушкарци
| Стрелац            | Дисциплина           | Квалификација | Квалификација | Финале           | Финале           | Плаасман | Детаљи |
| Стрелац            | Дисциплина           | Резултат      | Пласман       | Резултат         | Укупно           | Плаасман | Детаљи |
| ------------------ | -------------------- | ------------- | ------------- | ---------------- | ---------------- | -------- | ------ |
| Јури Долгополов    | Ваздушни пиштољ 10 м | 577           | 21            | Није се пласирао | Није се пласирао | 21/ 48   |        |
| Јури Долгополов    | Пиштољ 50 м          | 558           | 12            | Није се пласирао | Није се пласирао | 12 / 45  |        |
| Константин Лукашик | Ваздушна пиштољ 10 м | 575           | 27            | Није се пласирао | Није се пласирао | 27 /48   |        |
| Константин Лукашик | Пиштољ 50 м          | 558           | 11            | Није се пласирао | Није се пласирао | 11 / 45  |        |
| Витали Бубнович    | Ваздушна пушка 10 м  | 592           | 18            | Није се пласирао | Није се пласирао | 18 / 51  |        |
| Витали Бубнович    | тростав 50 м         | 1.161         | 29            | Није се пласирао | Није се пласирао | 29 / 50  |        |
| Сергеј Мартинов    | тростав 50 м         | 1.156         | 34            | Није се пласирао | Није се пласирао | 34 / 50  |        |
| Сергеј Мартинов    | лежећи став 50 м     | 595           | 6 КВ          | 103,3            | 698,3            | 8 / 50   |        |
| Петр Литвинчук     | лежећи став 50 м     | 593           | 17            | Није се пласирао | Није се пласирао | 18 / 51  |        |
| Константин Лукашик | Скит                 | 109           | 34            | Није се пласирао | Није се пласирао | 34 /41   |        |

### Жене
| Стрелац         | Дисциплина           | Квалификација | Квалификација | Финале            | Финале            | Плаасман | Детаљи |
| Стрелац         | Дисциплина           | Резултат      | Пласман       | Резултат          | Укупно            | Плаасман | Детаљи |
| --------------- | -------------------- | ------------- | ------------- | ----------------- | ----------------- | -------- | ------ |
| Викторија Чајка | Ваздушни пиштољ 10 м | 384           | 5 КВ          | 98,0              | 482,0             | 4 / 44   |        |
| Викторија Чајка | Пиштољ 25 м          | 581           | 13            | Није се пласирала | Није се пласирала | 13 /41   |        |
| Жана Шапиалевич | Ваздушни пиштољ 10 м | 368           | 42            | Није се пласирала | Није се пласирала | 42 / 44  |        |
| Жана Шапиалевич | Пиштољ 25 м          | 569           | 38            | Није се пласирала | Није се пласирала | 38 / 41  |        |

## Тенис

### Мушкарци
| Макс Мирни | појединачно | Н. Кифер Немачка · П 3-6 1-6 | Није се пласирао | Није се пласирао | Није се пласирао | Није се пласирао | Није се пласирао | Није се пласирао | Није се пласирао | Није се пласирао | Није се пласирао | Није се пласирао | Није се пласирао |

### Жене
| Тенисер                           | Дисциплина  | Коло 64                                            | Коло 32                            | Коло 16                                             | Четвртфинале                                                       | Полуфинале         | Финале             |
| Тенисер                           | Дисциплина  | Противник Резултат                                 | Противник Резултат                 | Противник Резултат                                  | Противник Резултат                                                 | Противник Резултат | Противник Резултат |
| --------------------------------- | ----------- | -------------------------------------------------- | ---------------------------------- | --------------------------------------------------- | ------------------------------------------------------------------ | ------------------ | ------------------ |
| Викторија Азаренка                | појединачно | Т. Перебијанис Украјина · Поб 6-4 5-7 6-4          | К Делаква Аустралија · Поб 6-2 6-2 | В, Вилијамс Сједињене Америчке Државе · Пор 3-6 2-6 | Није се пласирала                                                  | Није се пласирала  | Није се пласирала  |
| Олга Говорцова                    | појединачно | S Williams Сједињене Америчке Државе · Пор 3-6 1-6 | Није се пласирала                  | Није се пласирала                                   | Није се пласирала                                                  | Није се пласирала  | Није се пласирала  |
| Викторија Азаренка Татјана Путчек | парови      |                                                    |                                    | М. Ани · К. Канепи Естонија · Поб 6-2 6-2           | L Davenport · Л. Хубер Сједињене Америчке Државе · Пор 4-6 6-4 3-6 | Нису се пласирале  | Нису се пласирале  |
| Олга Говорцова Дарја Кустова      | парови      |                                                    |                                    | Ш. Пенг · Т. Сун Кина · Поб 7-6 7-6                 | А. Бондаренко · К. Бондаренко Украјина · Пор 3-6 1-6               | Нису се пласирале  | Нису се пласирале  |

## Трамполина
| Такмичар/ка       | Дисциплина           | Квалификације | Квалификације  | Финале            | Финале  | Детаљи |
| Такмичар/ка       | Дисциплина           | Резултат      | Пласман/укупно | Резултат          | Пласман | Детаљи |
| ----------------- | -------------------- | ------------- | -------------- | ----------------- | ------- | ------ |
| Николај Казак     | Мушкарци појединачно | 69,7          | 8 КВ           | 38,1              | 8 / 16  |        |
| Татјана Петренија | Жене појединачно     | 63,08         | 9              | Није се пласирала | 9 / 16  |        |

## Џудо
Мушкарци
| Џудиста            | Дисц.    | Квал.                                   | коло 32                                     | коло 16                                     | Четвртфинале                       | Полуфинале         | 1. коло репасажа                     | Четвртфин. репасажа                    | Полуфин. репасажа                    | Финале             | Бел. |
| Џудиста            | Дисц.    | Противник Резултат                      | Противник Резултат                          | Противник Резултат                          | Противник Резултат                 | Противник Резултат | Противник Резултат                   | Противник Резултат                     | Противник Резултат                   | Противник Резултат | Бел. |
| ------------------ | -------- | --------------------------------------- | ------------------------------------------- | ------------------------------------------- | ---------------------------------- | ------------------ | ------------------------------------ | -------------------------------------- | ------------------------------------ | ------------------ | ---- |
| Константин Семенов | -73 кг   |                                         | Amar Meridja Алжир · Поб. 0102-0010         | Elnur Mammadli Азербејџан · 'Пор. 0001-1001 | Није се пласирао                   | Није се пласирао   | van Tichelt Белгија · Пор. 0020-1021 | Није се пласирао                       | Није се пласирао                     | Није се пласирао   |      |
| Сергеј Шундиков    | -81 кг   | Слободан                                | Kim Jae-Bum Јужна Кореја · Пор 0000-0011    | Није се пласирао                            | Није се пласирао                   | Није се пласирао   | Није се пласирао                     | Није се пласирао                       | Није се пласирао                     | Није се пласирао   |      |
| Andrei Kazusionak  | -90 кг   |                                         | Ghomi Иран · Поб. 1110-0000                 | Hiroshi Izumi Јапан · Поб 1000-0000         | Иван Першин Русија · Пор 0000-1010 | Није се пласирао   | Није се пласирао                     | Diego Rosati Аргентина · Поб 1000-0000 | Hesham Mesbah Египат · Пор 0001-1001 | Није се пласирао   |      |
| Yury Rybak         | + 100 кг | Matjaž Ceraj Словенија · Поб. 1000-0000 | Mohammad Reza Roudaki Иран · Пор. 0001-1001 | Није се пласирао                            | Није се пласирао                   | Није се пласирао   | Није се пласирао                     | Није се пласирао                       | Није се пласирао                     | Није се пласирао   |      |